# Willem de Sitter
Willem de Sitter (6. května 1872 Sneek, Nizozemsko – 20. listopadu 1934 Leiden, Nizozemsko) byl nizozemský matematik, fyzik a astronom.

## Život a práce

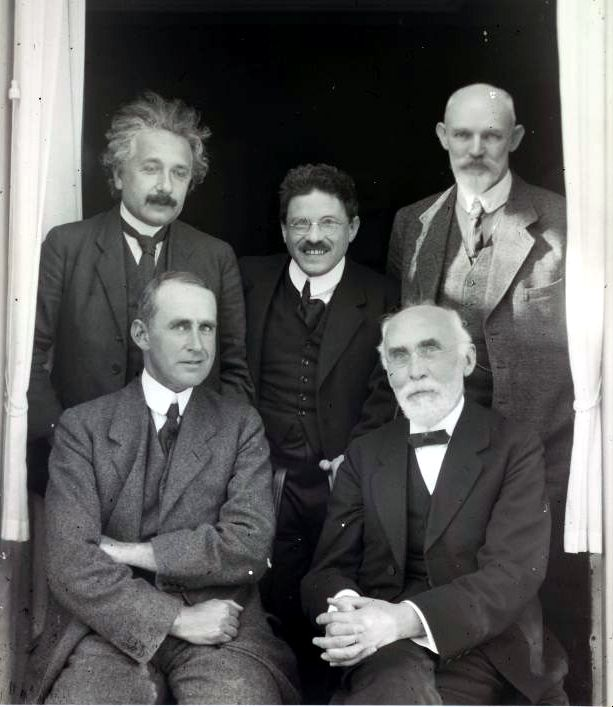
de Sitter spolu se svými kolegy v jeho kanceláři, rok 1923

Narodil se v městečku Sneek. Studoval matematiku na univerzitě v Groningenu a později se připojil k astronomickému laboratoři Groningen. V letech 1897–1899 pracoval v Kapském observatoři v Jihoafrické republice. V roce 1908 byl zvolen za člena předsednictva astronomické fakulty na univerzitě v Leiden. Byl ředitelem observatoře Leiden od roku 1919 až do své smrti.
De Sitter je známý zejména pro svůj obrovský přínos v oblasti fyzikální kosmologie. V roce 1932 byl s Albertem Einsteinem spoluautorem práce, ve které předpokládali existenci velkého množství hmoty, která nevyzařuje záření, v současnosti nazývané temná hmota. Vytvořil i koncept De Sitterovho prostoru a De Sitterova vesmíru, řešení Einsteinovy obecné teorie relativity, ve kterém není žádná hmota a má pozitivní kosmologickou konstantu. Výsledkem je exponenciálně se rozpínající, prázdný vesmír. De Sitter je také známý pro výzkum Jupitera.
Willem de Sitter zemřel v listopadu 1934 po krátké nemoci.

## Aernout de Sitter
Jeho syn, Aernout de Sitter (1905–15. září 1944, byl ředitelem Bossche Observatory v Lembangu v Indonésii (tehdy Nizozemská východní Indie), kde studoval kulovou hvězdokupu M4.

## Ocenění
Ceny
- Medaile Jamese Craiga Watsona (1929)
- Medaile Catherine Bruceovy (1931)
- Gold Medal of the Royal Astronomical Society (1931)

Pojmenováno po něm
- Měsíční kráter De Sitter
- Asteroid 2686 De Sitter
- De Sitterův prostoročas

## Publikace
- On the bearing of the Principle of Relativity on Gravitational Astronomy, 1911, Monthly Notices of the Royal Astronomical Society, Vol.. 71, p..388-415
- A proof of the constancy of the velocity of light, 1913, Proceedings of the Royal Netherlands Academy of Arts and Sciences, 1913, 15 II: 1297-1298
- On the constancy of the velocity of light, 1913, Proceedings of the Royal Netherlands Academy of Arts and Sciences, 1913, 16 I: 395-396
- Ein astronomischer Beweis für die Konstanz der Lichtgeschwindigkeit, 1913, Physikalische Zeitschrift, 14: 429
- Über die Genauigkeit, innerhalb welcher die Unabhängigkeit der Lichtgeschwindigkeit von der Bewegung der Quelle behauptet werden kann, 1913, Physikalische Zeitschrift, 14: 126